# KANA (キックボクサー)
KANA（かな、1992年7月29日 - ）は、日本の女子キックボクサー。三重県松阪市出身。K-1ジム・シルバーウルフ所属。本名は森本 佳奈（もりもと かな）。第2代、第4代Krush女子フライ級王者。初代K-1 WORLD GP 女子フライ級王者。2023年時点で「四冠王」といわれる王者記録を持つ。

## 来歴
小学生の頃に空手を始める。2015年9月12日、Krush.58でプロデビュー。平岡琴と対戦し、KO勝ち。

### Krush王座獲得
2016年4月10日、Krush.65で紅絹と第2代Krush 女子-50kg王座決定戦で対戦し、判定勝ち。王座の獲得に成功。
2016年7月18日、Krush.67でグレイシャア亜紀とKrush 女子-50kg王座防衛戦で対戦し、2-1で判定勝ち。王座の初防衛に成功した。
2016年9月30日、Krush.69で台湾のキル・ビーとKrush 女子-50kg王座防衛戦で対戦し、KO勝ち。王座の2度目の防衛に成功した。
2017年1月15日、Krush.72でオランダのメロニー・ヘウヘスとKrush 女子-50kg王座防衛戦で対戦し、0-3の判定負け。王座の防衛に失敗した。
2017年5月28日、Krush.76でヘウヘスに勝利したことがあるグレイス・スパイザーと対戦し、判定勝ち。
2017年12月9日、Krush.83でKrush 女子-50kg王者のメロニー・ヘウヘスに挑戦し、判定勝ちで、王座の獲得に成功した。

### K-1王座獲得
2019年12月28日、K-1 WORLD GP 2019 JAPAN～初代女子フライ級王座決定トーナメント＆スーパー・ライト級タイトルマッチ～のK-1 WORLD GP初代女子フライ級王座決定トーナメント・一回戦でクリスティーナ・モラレスと対戦し、3-0の判定勝ちで決勝に進出。その後セミファイナルで行われた決勝戦でヨセフィン・ノットソンと対戦し、延長Rの末に2-1の判定勝ち。トーナメント優勝を果たすと共に王座獲得に成功した。
2022年6月25日、K-1 WORLD GP 2022 JAPAN ～RING OF VENUS～のK-1 WORLD GP女子フライ級タイトルマッチでWBCムエタイ世界スーパーフライ級3位のスーリ・マンフレディと対戦し、3RKO勝ち。初防衛に成功した。
2023年3月12日、K-1 WORLD GP 2023 JAPAN～K'FESTA6のK-1 WORLD GP女子フライ級タイトルマッチでフンダ・アルカイエスと対戦し、2RKO勝ち。2度目の防衛に成功した。
2023年7月17日、K-1 WORLD GP 2023 ～スーパーウェルター級&女子フライ級ダブルタイトルマッチ～のK-1 WORLD GP女子フライ級タイトルマッチでマッケンナ・ウェイドと対戦し、1RKO勝ち。3度目の防衛に成功した。当初はエイミー・パーニーと対戦する予定だったが、条件面で合意に至らず欠場し、ウェイドが代役出場した。
2023年12月9日、K-1 ReBIRTH2のK-1 WORLD GP女子フライ級タイトルマッチでアントニア・プリフティと対戦し、0-3の判定負け。王座から陥落した。
2024年8月7日付でK-1の契約が満了となり、円満離脱した。

### ONE
2024年9月7日、ONEとの複数試合契約を結んだことを発表。
2024年12月20日、ONE初参戦となったONE Friday Fights 92でK-1時代から対戦を熱望していたアニッサ・メクセンと対戦し、0-3の判定負けを喫した。
2025年1月31日、ONE Friday Fights 95でモア・カールソンと対戦。この試合に勝利すればONEキックボクシング世界女子アトム級王者のペッディージャー・オーミークンへの挑戦権を獲得できるという条件付きで挑戦者決定戦も兼ねて行われ、3-0の判定勝ち。ONE初勝利ならびにペッディージャーへの挑戦権獲得と同時にONE 172でONEキックボクシング世界女子アトム級タイトルマッチが行われることが正式決定し、試合後にペッディージャーがリングに上がりフェイスオフした。

#### ONE王座挑戦
2025年3月23日、ONE 172のONEキックボクシング世界女子アトム級タイトルマッチで王者のペッディージャーに挑戦し、判定0-3で敗れ、日本人女子初のONE王座獲得ならず。

## 戦績

### プロキックボクシング
| キックボクシング 戦績 | キックボクシング 戦績 | キックボクシング 戦績 | キックボクシング 戦績 | キックボクシング 戦績 | キックボクシング 戦績 | キックボクシング 戦績 |
| --------------------- | --------------------- | --------------------- | --------------------- | --------------------- | --------------------- | --------------------- |
| 29 試合               | (T)KO                 | 判定                  | その他                | 引き分け              | 無効試合              |                       |
| 23 勝                 | 11                    | 12                    | 0                     | 0                     | 0                     |                       |
| 6 敗                  | 0                     | 6                     | 0                     | 0                     | 0                     |                       |

| 勝敗 | 対戦相手                                 | 試合結果                        | 大会名 | 開催年月日     |
| ×    | ペッディージャー・ルクジャオポーロントン | 5R終了 判定0-3                  | ONE 172 【ONEキックボクシング世界女子アトム級タイトルマッチ】                                                                                                  | 2025年3月23日  |
| ○    | モア・カールソン                         | 3R終了 判定3-0                  | ONE Friday Fights 95 | 2025年1月31日  |
| ×    | アニッサ・メクセン                       | 3R終了 判定0-3                  | ONE Friday Fights 92 | 2024年12月20日 |
| ×    | アントニア・プリフティ                   | 3R終了 判定0-2                  | K-1 ReBIRTH2 【K-1 WORLD GP女子フライ級タイトルマッチ】 | 2023年12月9日  |
| ○    | マッケンナ・ウェイド                     | 1R 0:52 KO（左ミドルキック）    | AZABU PRESENTS K-1 WORLD GP 2023 ～スーパーウェルター級&女子フライ級ダブルタイトルマッチ～ 【K-1 WORLD GP女子フライ級タイトルマッチ】                          | 2023年7月17日  |
| ○    | フンダ・アルカイエス                     | 2R 1:31 KO                      | K-1 WORLD GP 2023 JAPAN～K'festa6 【K-1 WORLD GP女子フライ級タイトルマッチ】                                                                                   | 2023年3月12日  |
| ○    | オロール・ドス・サントス                 | 1R 1:55 KO                      | K-1 WORLD GP 2022 in Osaka | 2022年12月3日  |
| ○    | スーリ・マンフレディ                     | 3R 2:38 KO                      | K-1 WORLD GP 2022 JAPAN ～RING OF VENUS～ 【K-1 WORLD GP女子フライ級タイトルマッチ】                                                                           | 2022年6月25日  |
| ○    | RAN                                      | 3R終了 判定3-0                  | K-1 WORLD GP 2022 JAPAN ～第3代スーパー・バンタム級王座決定トーナメント～                                                                                      | 2022年2月27日  |
| ×    | 壽美                                     | 3R終了 判定0-3                  | K-1 WORLD GP 2020 JAPAN～K-1九州初上陸～ | 2020年11月3日  |
| ○    | グロリア・ペリトーレ                     | 1R 2:42 KO（右フック）          | K-1 WORLD GP 2020 JAPAN ～K'FESTA.3～ | 2020年3月22日  |
| ○    | ヨセフィン・ノットソン                   | 3R+延長1R 判定2-1               | K-1 WORLD GP 2019 JAPAN～初代女子フライ級王座決定トーナメント＆スーパー・ライト級タイトルマッチ～ 【K-1 WORLD GP初代女子フライ級王座決定トーナメント・決勝戦】 | 2019年12月28日 |
| ○    | クリスティーナ・モラレス                 | 3R終了 判定3-0                  | K-1 WORLD GP 2019 JAPAN～初代女子フライ級王座決定トーナメント＆スーパー・ライト級タイトルマッチ～ 【K-1 WORLD GP初代女子フライ級王座決定トーナメント・一回戦】 | 2019年12月28日 |
| ○    | 真優                                     | 3R終了 判定3-0                  | K-1 WORLD GP 2019 JAPAN～日本vs世界・5対5＆スペシャル・スーパーファイトin大阪～                                                                                | 2019年8月24日  |
| ×    | ヨセフィン・ノットソン                   | 3R終了 判定0-2                  | K-1 WORLD GP 2019 JAPAN ～K'FESTA.2～ | 2019年3月10日  |
| ○    | ヨセフィン・ノットソン                   | 3R終了 判定3-0                  | K-1 WORLD GP 2018 JAPAN～第3代スーパー・ライト級王座決定トーナメント～                                                                                         | 2018年11月3日  |
| ○    | リュウ・シーベイ                         | 2R 1:38 KO（左ミドルキック）    | Krush.92 ～in NAGOYA～ | 2018年8月18日  |
| ○    | キム・タウンセンド                       | 3R+延長1R 判定3-0               | Krush.88 【Krush女子フライ級タイトルマッチ】 | 2018年5月17日  |
| ○    | ポリナ・ペトゥホーヴァ                   | 3R終了 判定3-0                  | K-1 WORLD GP 2018 JAPAN ～K'FESTA.1～ | 2018年3月21日  |
| ○    | メロニー・ヘウヘス                       | 3R終了 判定3-0                  | Krush.83 【Krush女子-50kgタイトルマッチ】 | 2017年12月9日  |
| ○    | エミリー・マシュー                       | 1R 2:55 KO（右フック）          | Krush.79 | 2017年8月20日  |
| ○    | グレイス・スパイザー                     | 3R終了 判定3-0                  | Krush.76 | 2017年5月28日  |
| ×    | メロニー・ヘウヘス                       | 3R終了 判定0-3                  | Krush.72 【Krush女子-50kgタイトルマッチ】 | 2017年1月15日  |
| ○    | キル・ビー                               | 3R 2:29 KO（右ハイキック）      | Krush.69 【Krush女子-50kgタイトルマッチ】 | 2016年9月30日  |
| ○    | グレイシャア亜紀                         | 3R終了 判定2-1                  | Krush.67 【Krush女子-50kgタイトルマッチ】 | 2016年7月18日  |
| ○    | 紅絹                                     | 3R終了 判定3-0                  | Krush.65 【第2代Krush女子-50kg王座決定戦】 | 2016年4月10日  |
| ○    | ジョン・ヘジン                           | 2R 0:03 TKO（ドクターストップ） | Krush.63 | 2016年2月5日   |
| ○    | 三堀“SMILE”美弥                          | 1R 1:09 KO                      | Krush.60 | 2015年11月14日 |
| ○    | 平岡琴                                   | 2R 1:54 KO（右フック）          | Krush.58 | 2015年9月12日  |

## 獲得タイトル
- 第2代Krush女子-50kg（現:フライ級）王座（防衛2）
- 第4代Krush女子フライ級王座（防衛2=返上）
- 第4回K-1チャレンジ 女子Bクラス-50kg 優勝
- 第5回K-1チャレンジ 女子Bクラス-50kg 優勝
- 初代K-1 WORLD GP初代女子フライ級王座（防衛3）